# Ministerium Mensdorff-Pouilly
Das Ministerium Mensdorff-Pouilly des Kaisertums Österreich unter dem provisorischen Vorsitzenden der Ministerkonferenz Alexander von Mensdorff-Pouilly amtierte nur kurz vom 26. Juni 1865 bis zum 27. Juli 1865. 

## Geschichte
Das Ministerium Erzherzog Rainer trat am 26. Juni 1865 zurück, nachdem ihm Kaiser Franz Joseph I. das Vertrauen entzogen hatte. Provisorischer Vorsitzender der Ministerkonferenz  wurde Alexander von Mensdorff-Pouilly und nicht Staatsminister Anton von Schmerling, der de facto das Ministerium Erzherzog Rainer geleitet hatte.  Der Kaiser wandte sich mit Richard Belcredi einem deklarierten Konservativen zu und ernannte ihn am 27. Juli 1865 zum Staatsminister und Vorsitzenden der Ministerkonferenz (Ministerium Belcredi).

## Mitglieder des Ministerrats
- Alexander von Mensdorff-Pouilly (1813–1871), Außenminister und Provisorischer Vorsitzender der Ministerkonferenz
- Friedrich Moritz von Burger  (1804–1873), Marineminister
- Moritz Esterházy de Galantha (1807–1890), Minister ohne Portefeuille
- Karl von Franck (1806–1867), Kriegsminister
- Franz von Hein (1808–1890), Justizminister
- Ludwig von Holzgethan (1800–1876), Minister-Stellvertreter für Finanzen
- Josef Kalchegger von Kalchberg (1801–1882), Handelsminister
- Josef Lasser von Zollheim (1814–1879), Minister und Leiter der Abteilung für politische Verwaltung
- Karl Mecséry de Tsoór (1804–1885), Polizeiminister
- Anton von Schmerling (1805–1893), Staatsminister